# Opéra municipal de Marseille
Pour les articles homonymes, voir Opéra municipal et Grand Théâtre.
L'opéra municipal de Marseille est un théâtre situé dans le quartier qui porte son nom, non loin du Vieux-Port (1er arr.). Il est édifié sur les restes du Grand Théâtre, ravagé par un incendie en 1919.

## Histoire
Le 28 janvier 1685, le compositeur Pierre Gaultier, qui a obtenu de Lully l'autorisation d'ouvrir à Marseille le premier « théâtre privilégié » de province, fait représenter son Triomphe de la Paix dans la salle de jeu de paume de la rue Pavillon. Son privilège s'étendait aux autres villes de Provence et lui permettait de se produire jusqu’au Roussillon et au Lyonnais. Mademoiselle de Maupin aurait été membre de sa troupe à la fin des années 1680.

### Grand Théâtre

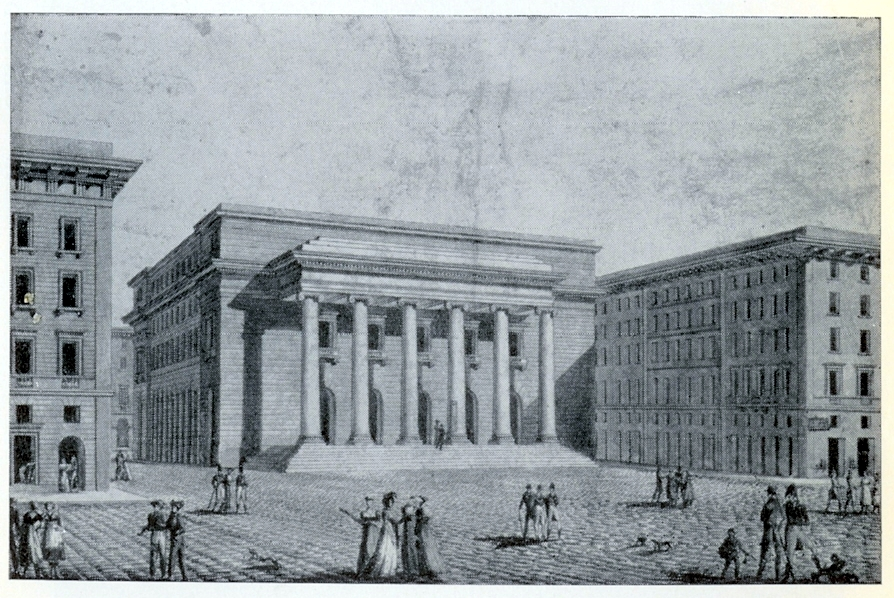
Le Grand Théâtre (gravure de 1813).

Monsieur de La Tour, intendant de Provence, pose la première pierre du Grand Théâtre le 14 juillet 1786. Le bâtiment, qui vient occuper un terrain libéré par le transfert de l'arsenal des galères à Toulon, est construit sur les plans de l'architecte Charles Joaquim Bénard. Son inauguration a lieu le 31 octobre 1787 en présence du maréchal-prince de Beauvau, gouverneur de Provence, dont la troupe personnelle de comédiens assure le spectacle.
Le 13 novembre 1919, à l'issue d'une répétition de L'Africaine de Giacomo Meyerbeer, un incendie ravage la quasi-totalité de l'édifice. Le feu ne laisse subsister de l'ancienne salle de spectacle que les structures extérieures : le péristyle et sa colonnade, et les murs maitres.

### Reconstruction

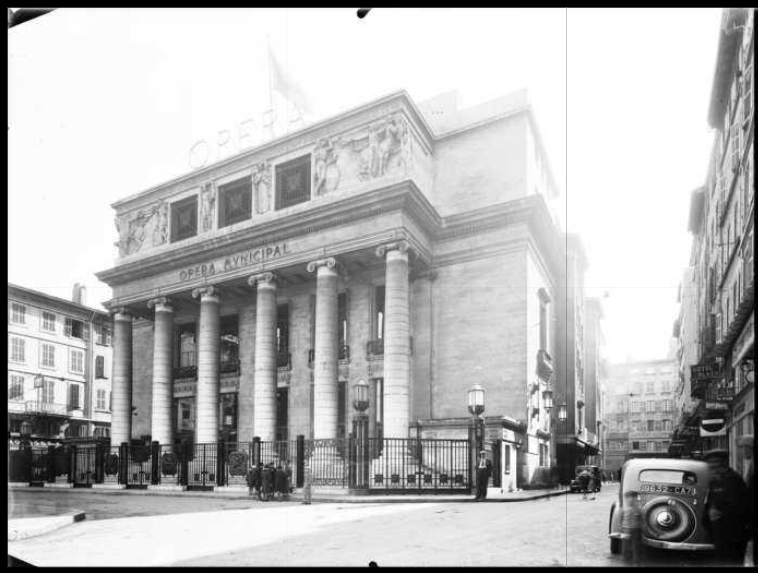
L'opéra municipal de Marseille (photo de 1937).

Le 16 novembre 1920, la municipalité adopte un programme de reconstruction ; les travaux durent trois ans et demi. Sous la direction de l'architecte départemental Gaston Castel, une équipe d’architectes et d’artistes construit une salle de conception typiquement Art déco. La façade principale, où la colonnade d'époque prérévolutionnaire se juxtapose au style des années 1920, illustre un ensemble qui constitue « un exemple réussi de l'insertion d'une structure nouvelle dans un édifice ancien ».

La salle de l'opéra (photo de 1937).

La nouvelle salle de spectacle est inaugurée le 3 décembre 1924 en présence du sénateur-maire de la ville, le docteur Siméon Flaissières, avec au programme une représentation du Sigurd d'Ernest Reyer.
L'opéra municipal fait l’objet d’un classement au titre des monuments historiques depuis le 13 février 1997.

## Créations
En septembre 2007 a lieu la création de l'opéra Marius et Fanny, composé par Vladimir Cosma et inspiré des deux premiers volumes de la trilogie marseillaise de Marcel Pagnol, avec dans les rôles-titres Roberto Alagna et Angela Gheorghiu.
En mars 2014 est créé l'opéra « Colomba », composé spécialement pour la ville de Marseille par Jean-Claude Petit, sur un livret de Benito Pelegrin d'après la nouvelle de Prosper Mérimée. Cette création est dirigée par Claire Gibault et mise en scène par Charles Roubaud.

## Exploitation
Le  31 juillet 1945, l’Opéra de Marseille passe en régie municipale directe. Dans l'esprit d'Adolphe Adam qui avait formulé l'idéal d’un opéra pour le peuple, le directeur, Jean Marny, programme des soirées populaires. Michel Leduc, son successeur à partir de 1949, développe le caractère éducatif du théâtre lyrique.
À partir de novembre 2014, la Ville de Marseille associe à l'Opéra une autre salle historique de la cité : le théâtre de l'Odéon, d'une capacité de 800 places. Elle est dévolue à l'opérette, aux spectacles de divertissement et aux spectacles « jeune public ».

## Galerie

Grand Théâtre : plans originaux (1784)
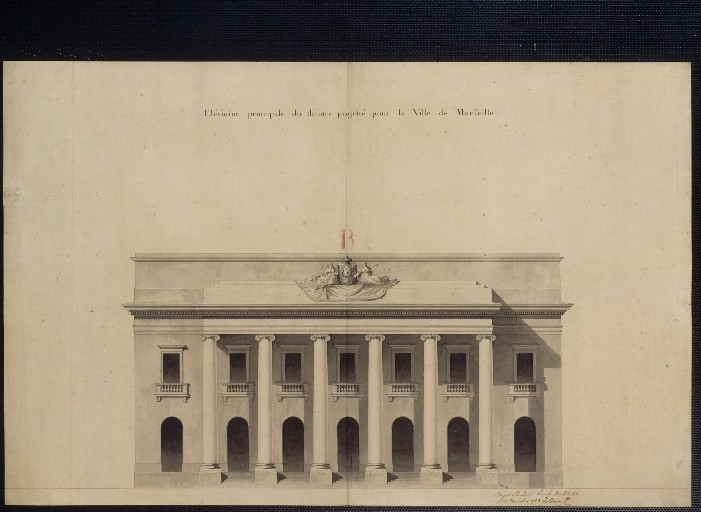
Façade principale.
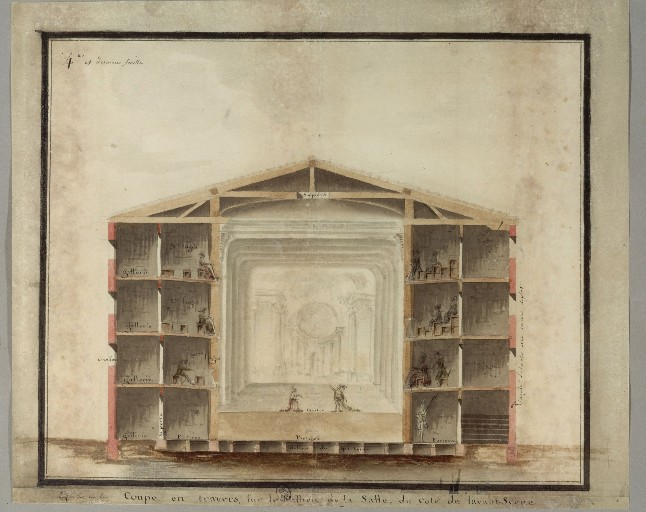
Coupe en travers sur le milieu de la salle, du côté de l'avant-scène.
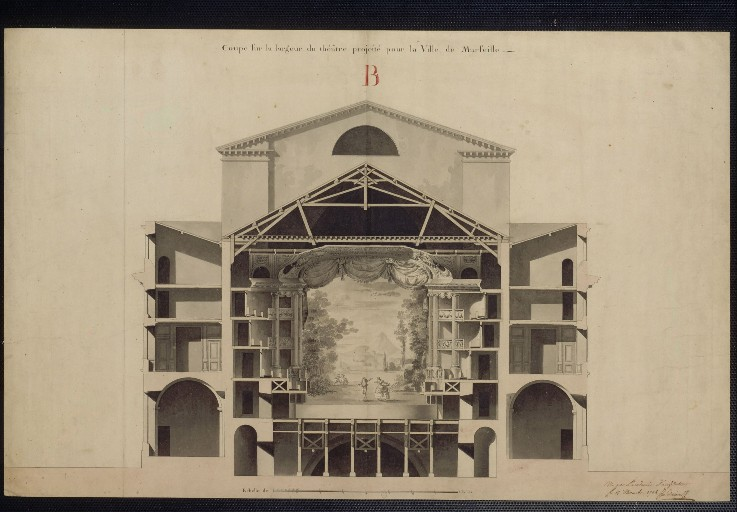
Coupe sur la largeur du théâtre.
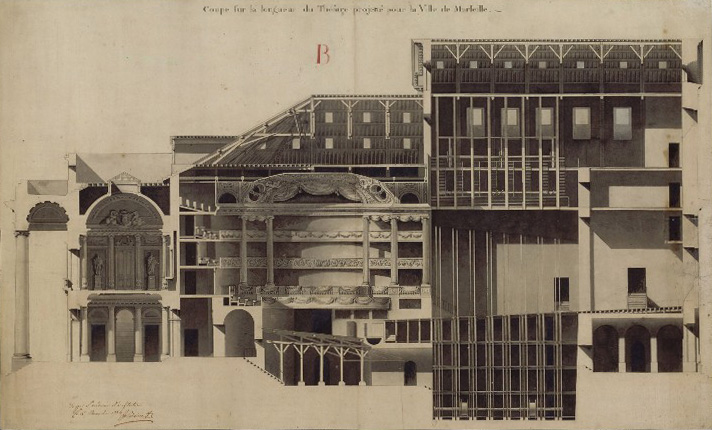
Coupe sur la longueur du théâtre.

Opéra municipal : vues extérieures (photos de 2014)
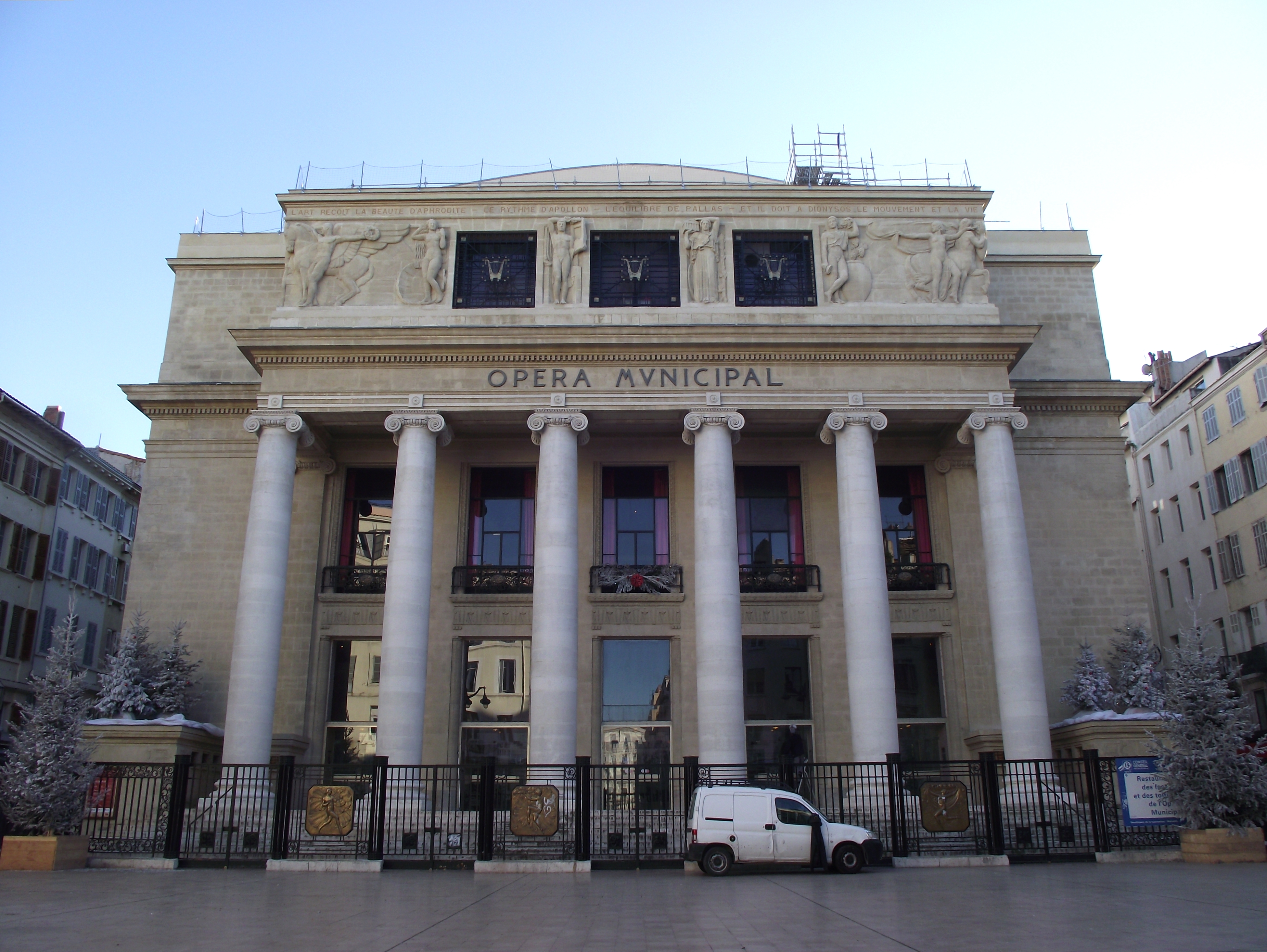
Façade principale.
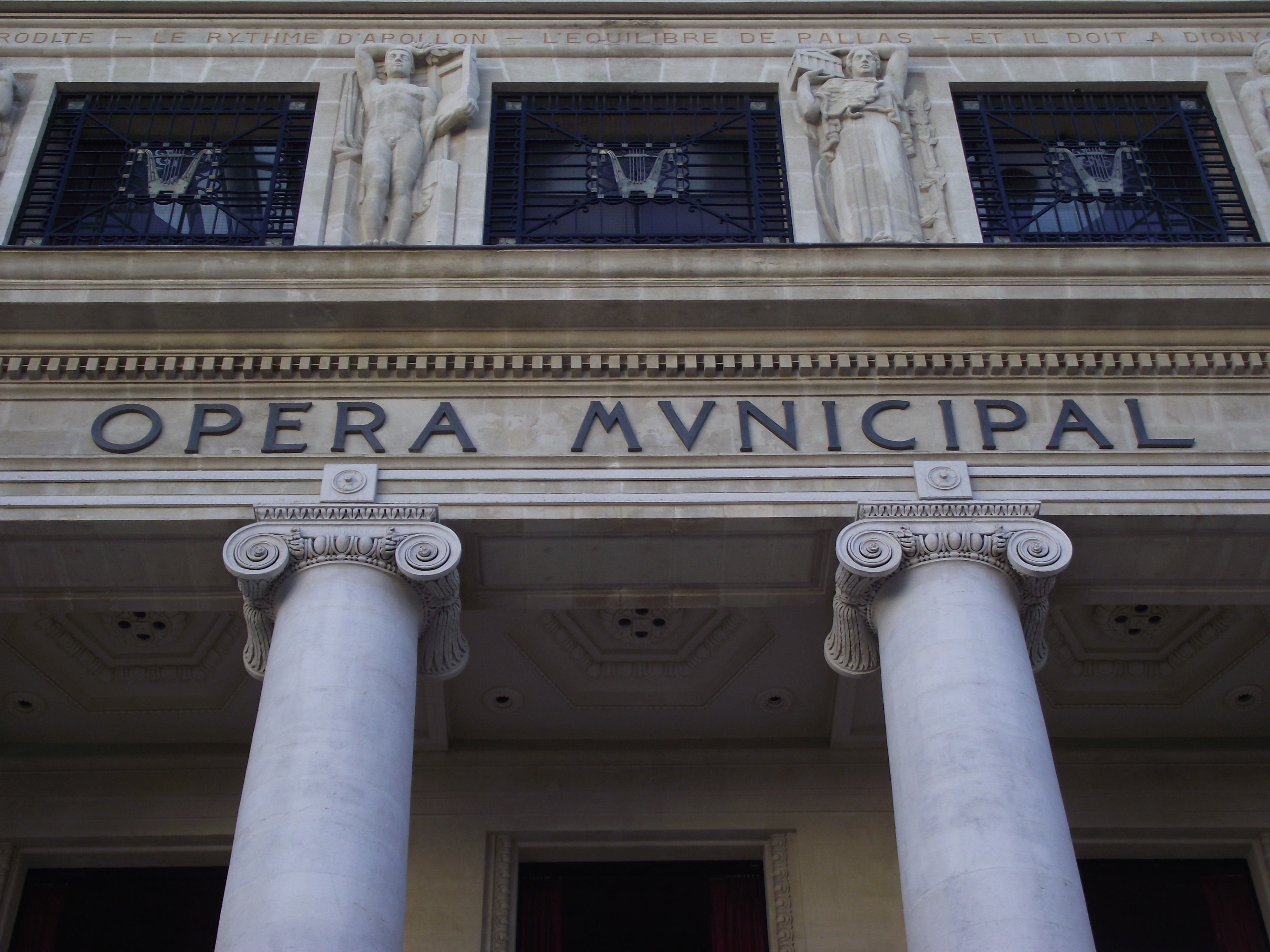
Chapiteaux ioniques sous l'attique rehaussé.
Grille et décor extérieurs.
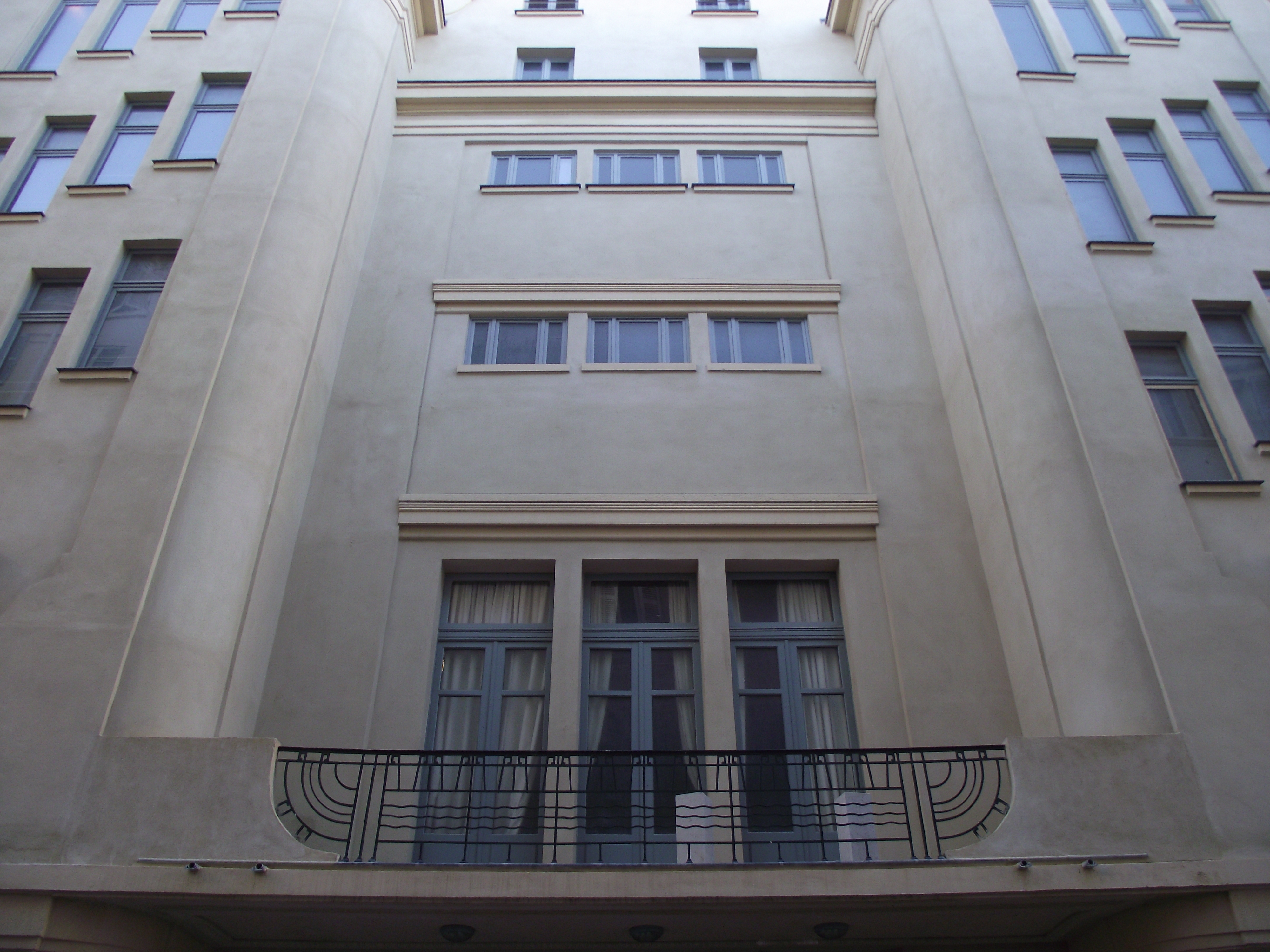
Façade latérale.

Opéra municipal : vues intérieures (photos de 1937)
Hall d'entrée.
Escalier d'accès au foyer.
Un palier de l'escalier d'accès au foyer.
Foyer.
Salle vue de la scène.
Loges d'avant-scène.
Buffet des loges.

Opéra municipal : panneaux peints
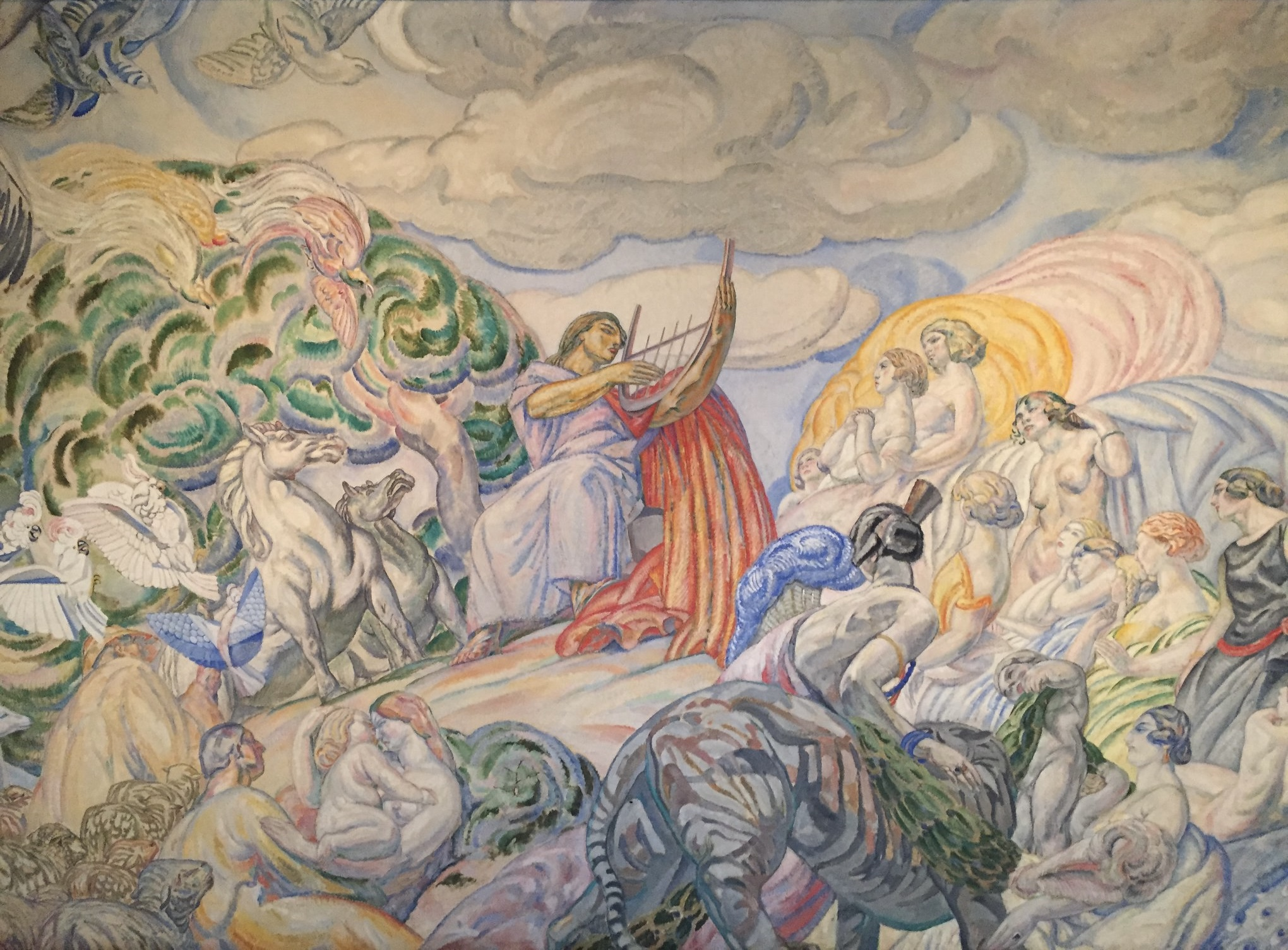
Augustin Carrera, Orphée charme le monde par la musique de sa lyre (détail, panneau central du plafond peint du foyer).
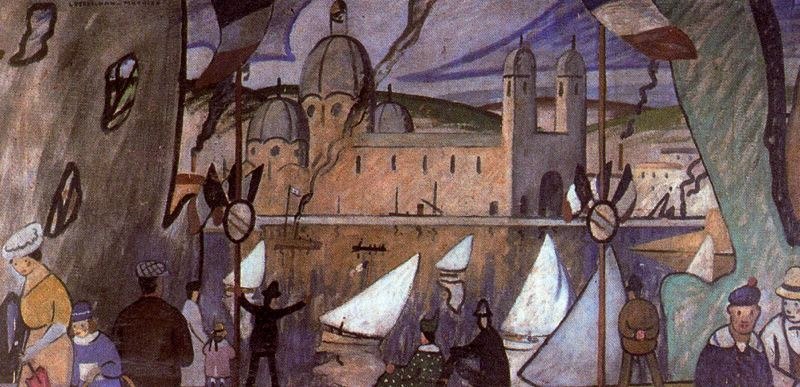
Louis-Mathieu Verdilhan, Le 14 juillet à Marseille (panneau peint, couloir des baignoires).
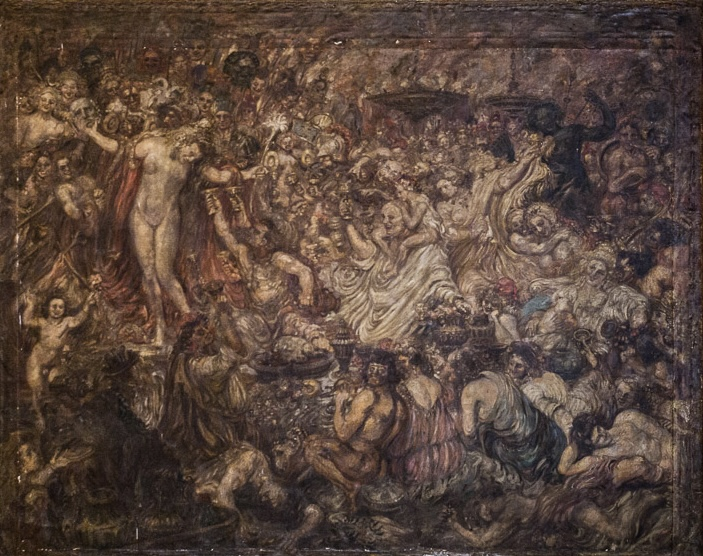
Henry de Groux, Le Festin chez Trimalcion : L'Apothéose de Dédale (panneau peint, escalier d'accès au foyer).

## Directeurs
(octobre 2024).

## Saisons lyriques
(octobre 2024).
 (août 2020).